# Unie pro Středomoří
Unie pro Středomoří (fr. Union pour la Méditerranée, dříve navrhovaný a používaný název Středomořská unie, Union méditerranéenne) je seskupení států Evropské unie a ostatních států u Středozemního moře, které bylo založeno 13. července 2008 francouzským prezidentem Nicolasem Sarkozym. Ten původně zamýšlel její existenci jako alternativu k tureckému členství v Evropské unii, kde by Turecko tvořilo páteř nové Středozemní unie. Z této představy bylo upuštěno v březnu 2008. Poté, co bylo Turecku garantováno, že tento projekt nebude alternativou tureckého členství v EU, přijalo Turecko pozvánku ke spolupráci. Řídící orgány unie sídlí ve španělské Barceloně.